# Vernonia gracilis
Vernonia gracilis là một loài thực vật có hoa trong họ Cúc. Loài này được Kunth miêu tả khoa học đầu tiên.